# 18876 Sooner
18876 Sooner è un asteroide della fascia principale. Scoperto nel 1999, presenta un'orbita caratterizzata da un semiasse maggiore pari a 2,4118320 UA e da un'eccentricità di 0,2433872, inclinata di 8,85089° rispetto all'eclittica.